# Méson Yerakaríon
Méson Yerakaríon (Meso Gerakari) är en ort i Grekland.   Den ligger i prefekturen Nomós Zakýnthou och regionen Joniska öarna, i den sydvästra delen av landet, 260 km väster om huvudstaden Aten. Méson Yerakaríon ligger 181 meter över havet och antalet invånare är 227. Den ligger på ön Zakynthos.
Terrängen runt Méson Yerakaríon är platt åt nordost, men åt sydväst är den kuperad. Havet är nära Méson Yerakaríon norrut.Runt Méson Yerakaríon är det ganska tätbefolkat, med 78 invånare per kvadratkilometer. Närmaste större samhälle är Zákynthos, 9,0 km sydost om Méson Yerakaríon. Trakten runt Méson Yerakaríon består till största delen av jordbruksmark.